# Lliga de Noruega del Nord de futbol
La Lliga de Noruega del Nord de futbol va ser una competició futbolística que es disputà al nord de Noruega entre 1963 i 1975. Els clubs del nord de Noruega només van ser permesos de participar en la piràmide futbolística nourega a partir de l'any 1971, a causa dels problemes de comunicació.

## Historial

### Tercera divisió
- 1963: Harstad I.L.
- 1964: Narvik/Nor
- 1965: Harstad I.L.
- 1966: F.K. Mjølner
- 1967: F.K. Mjølner
- 1968: Stein
- 1969: F.K. Mjølner

### Segona divisió
- 1970: Stein
- 1971: F.K. Mjølner
- 1972: Mo I.L.
- 1973: F.K. Mjølner
- 1974: F.K. Bodø/Glimt
- 1975: F.K. Bodø/Glimt

## Palmarès
- 5: F.K. Mjølner
- 2: F.K. Bodø/Glimt
- 2: Harstad I.L.
- 2: Stein
- 1: Narvik/Nor
- 1: Mo I.L.

Nota: després de la fusió el 1996, F.K. Mjølner té 6 títols (5 de F.K. Mjølner i 1 de Narvik/Nor).